# Бужан
Бужа́н (рос. Бужан, башк. Бүжән) — присілок у складі Зіанчуринського району Башкортостану, Росія. Входить до складу Абуляїсовської сільської ради.
Населення — 72 особи (2010; 105 в 2002).
Національний склад:
- башкири — 64%
- росіяни — 36%